# T-s-Diagramm
Das T-s-Diagramm ist ein neben dem p-v-Diagramm in der Thermodynamik und in der Energietechnik gebräuchliches Zustandsdiagramm zur Darstellung von Prozessen. Seine Abszisse (waagerechte Achse) ist entweder die Entropie S mit der SI-Einheit Joule pro Kelvin (J/K)  oder – wie in den Abbildungen – die spezifische Entropie s, und seine Ordinate (Hochwertachse) die absolute Temperatur T.

## Beschreibung
Die Bedeutung dieses Diagrammes liegt darin, dass die Fläche unter der Verlaufskurve bei reversiblen Zustandsänderungen der über die Systemgrenze zu- bzw. abgeführten Wärme entspricht. So lässt sich der Wirkungsgrad des aus zwei Isentropen und zwei Isothermen bestehenden Carnot-Prozesses, der im T-s-Diagramm als Rechteck abgebildet wird, direkt aus dem Flächenverhältnis ablesen.
Bei nicht adiabaten irreversiblen Prozessen entspricht die Fläche der Summe aus der Wärme und der innerhalb des Systems dissipierten Arbeit, z. B. Reibungsarbeit (s. Bild 1). Die einzelnen Anteile lassen sich allein aus dem T-s-Diagramm nicht ermitteln. Dazu benötigt man zu jedem Zeitpunkt auch die Kenntnis der über die Systemgrenze übertragenen Prozessgrößen Wärme und Arbeit (den Integralwert der Arbeit erhält man z. B. durch Messung von Drehzahl und Drehmoment). Bei adiabaten Prozessen, z. B. in einer Dampfturbine, stellt die Fläche allein die dissipierte Arbeit dar. Ist der Zustandsverlauf durch Messung der Zustandsgrößen (meist Druck und Temperatur) bekannt, woraus über die Zustandsgleichungen die zugehörige Entropie (als Differenz zu der des Tripelpunktes) errechnet werden kann, erhält man durch die Darstellung im T-s-Diagramm einen guten Überblick über die Güte des Prozesses (vergl. Adiabate Maschine).
Bild 2 zeigt das vielfach verwendete T-s-Diagramm für Wasserdampf mit Isobaren und Isochoren und der Phasengrenze. Die Ordinate ist hier die Celsius-Temperatur. Deshalb eignet sich das Diagramm neben dem h-s-Diagramm besonders gut zur Darstellung des Zustandsverhaltens im technisch wichtigen Bereich oberhalb des Gefrierpunktes und zur Darstellung der Prozesse in diesem Bereich, nicht jedoch zur Kennzeichnung der Wärmen und der dissipierten Arbeit.

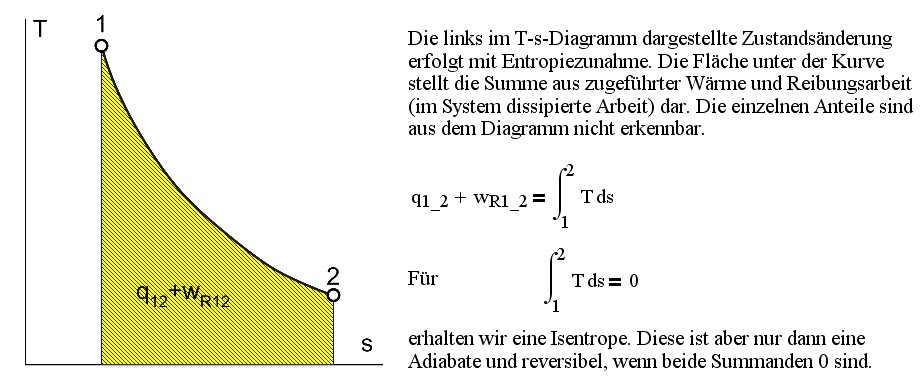
Bild 1: Erläuterung des T-s-Diagrammes

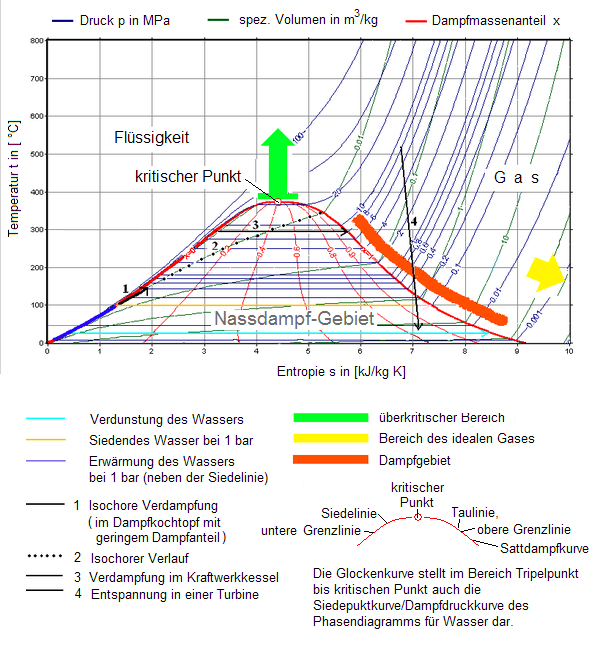
Bild 2: T-s-Diagramm von Wasserdampf

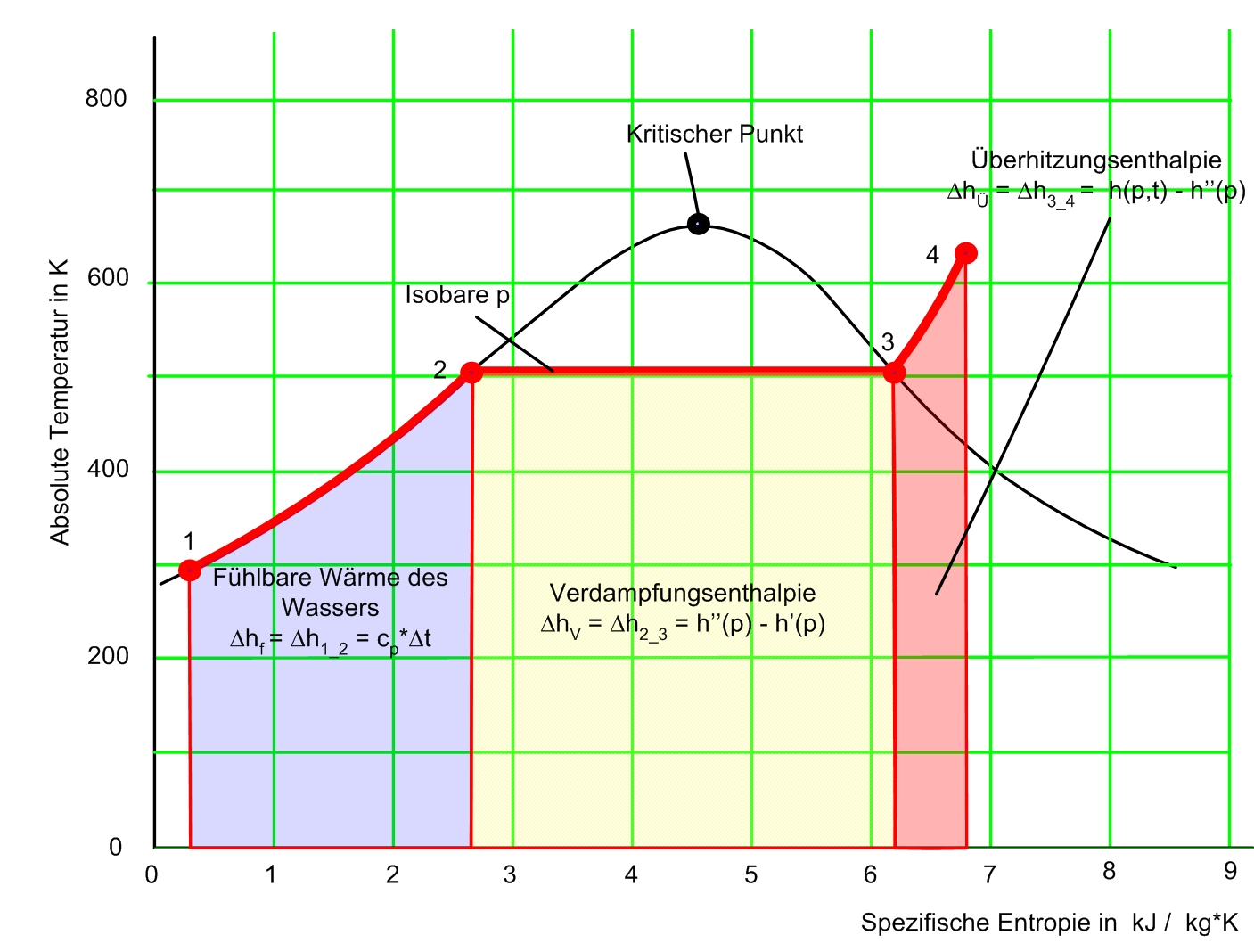
Isobare Erwärmung, Verdampfung und Überhitzung von Wasser, Zustandsverlauf im T-s-Diagramm